# Alexander Strömer
Alexander Strömer (* 1968 in Wien) ist ein österreichischer Schauspieler, Sprecher und Sänger (Bassbariton).

## Leben

### Ausbildung
Alexander Strömer begann nach seiner Schullaufbahn einschließlich Matura zunächst ein Psychologie- und Philosophiestudium, das er jedoch bald wieder aufgab. Er absolvierte dann von 1989 bis 1992 sein Schauspielstudium an der Schauspielschule Krauss in seiner Geburtsstadt Wien. Während seiner Ausbildung hatte er von 1990 bis 1992 als Eleve bereits ein Engagement am Wiener Burgtheater. 
Während seiner schauspielerischen Laufbahn ließ Strömer außerdem seine Stimme im klassischen Gesang ausbilden. Er ist klassisch ausgebildeter Bassbariton. Strömer übernahm daher immer wieder auch Bühnenrollen auf gesanglichem Gebiet.

### Theater
Sein erstes Festengagement als ausgebildeter Bühnenschauspieler hatte er anschließend von 1992 bis 1994 am Tiroler Landestheater in Innsbruck, wo er u. a. als Hauptrolle den Titus Feuerfuchs in der Nestroy-Posse Der Talisman (Regie: Nikolaus Büchel) spielte. Von 1994 bis 1998 war Strömer dann, unter der Intendanz von Claus Peymann, festes Ensemblemitglied des Wiener Burgtheaters. Am Burgtheater trat er u. a. als Fischer Karl Schilf in Der Bauer als Millionär (Regie: Ursel und Karl-Ernst Herrmann), als Quintus in Titus Andronicus (Regie: Wolfgang Engel) und als Jakov in Platonow (Regie: Achim Benning) auf. Außerdem arbeitete er dort bei Produktionen mit den Regisseuren George Tabori, Achim Freyer und Florentin Groll zusammen.
2001 gab er als Lysander in der Shakespeare-Komödie Ein Sommernachtstraum (Regie: Janusz Kica) sein Debüt am Theater in der Josefstadt, dem er dann bis 2009 als festes Ensemblemitglied angehörte. Dort spielte er u. a. Acaste in Der Menschenfeind (Regie: Günter Krämer), Brodie in Tom Stoppards Theaterstück Das einzig Wahre (Regie: Beverly Blankenship), Mick in Harold Pinters Theaterstück Der Hausmeister (2003; Regie: Alexander Wächter, an der Seite von Otto Schenk) und Inoue Shinano-no-Kami in dem Brecht-Stück Die Judith von Shimoda (Regie: Heribert Sasse).
In der Spielzeit 2004/05 trat er in der „Josefstadt“ als Schauspieler und Sänger unter der musikalischen Leitung von Huw Rhys James in Der eingebildete Kranke auf. 2006 spielte er neben Sandra Cervik, Fritz Muliar und Joachim Bißmeier den Kellner Winter im Bernhard-Stück Der Ignorant und der Wahnsinnige; außerdem stand er bis Mai 2007 als Schauspieler und Sänger in Der Revisor auf der Bühne der „Josefstadt“.
Seit 2017 ist Strömer wieder festes Ensemblemitglied am Theater in der Josefstadt. In der Spielzeit 2017/18 übernimmt er dort u. a. die Rolle des Bernhardi-Protegés Dr. Wenger in Professor Bernhardi.

### Gastspiele
Strömer gastierte beim 2005 beim Carinthischen Sommer (Sprechrolle als Junger mit dem Arnold Schönberg-Chor, der Camerata Salzburg unter der Leitung von Erwin Ortner in der Kirchenoper Der Weg von Arvo Pärt).
Weiters trat er bei der „Kulturszene Kottingbrunn“ (2009), am Theater in der Walfischgasse (2010), bei den Schlossspielen Kobersdorf (2012 als Orsino in Was ihr wollt, 2013 dann als Dr. Mongicourt in Die Dame vom Maxim von Georges Feydeau), im Wiener Metropol (2014, 2016 in Musical-Produktionen), im Waldviertler Hoftheater (2015), bei den Schlossspielen Weitra sowie bei Sommerspielen Reichenau und bei Kulturveranstaltungen im Stift Melk auf.
2017 gastierte er erneut bei den Schlossspielen Kobersdorf, diesmal als „pointiert agierender“ Gerichtsrat Walter in Der zerbrochne Krug.

### Film, Fernsehen und Rundfunk
Strömer wirkte in zahlreichen Produktionen für den Rundfunk, den Film und das Fernsehen mit. Im österreichischen Fernsehen hatte Strömer u. a. Rollen in Schnell ermittelt (2012; als Rechtsanwalt Dr. Paul Lapan), Tatort (2012, als Interpol-Ermittler und Halb-Serbe Franz Rinner) und Janus (2013). Im März 2015 war Strömer in der österreichischen Fernsehserie SOKO Kitzbühel in einer Episodenrolle zu sehen; er war der Täter Albert Kuschnigg. Im Mai 2015 war Strömer dann in der österreichischen Fernsehserie SOKO Donau ebenfalls in einer Episodenrolle zu sehen, er spielte den tatverdächtigen, mehrfach vorbestraften, arbeitslosen Maurer und AMSler Anton „Toni“ Müller.
Als Sprecher wirkte Strömer bei zahlreichen Lesungen in der Sendung „Terra incognita“ des österreichischen Kultursenders Ö1 mit. Er lebt in Wien.

## Filmografie (Auswahl)
- 1995: Der zerbrochne Krug (Theateraufzeichnung, Schlossspiele Kobersdorf)
- 2005: Der eingebildete Kranke (Theateraufzeichnung, Theater in der Josefstadt)
- 2011: SOKO Donau – Schutzlos (Fernsehserie, Episodenrolle)
- 2012: Schnell ermittelt – Jonas Wultz (Fernsehserie, Episodenrolle)
- 2012: Tatort: Kein Entkommen (Fernsehreihe)
- 2013: Janus (Fernsehserie, Episodenrolle)
- 2015: Hangover in High Heels (Fernsehfilm)
- 2015: SOKO Kitzbühel – Das Marburg-Fieber (Fernsehserie, Episodenrolle)
- 2015, 2019: SOKO Donau – Alte Gräber, Liebesdienst (Fernsehserie, Episodenrollen)
- 2016: Die Kinder der Villa Emma (Fernsehfilm)